# Vitreorana uranoscopa
Vitreorana uranoscopa és una espècie de granota que viu a l'Argentina i al Brasil. Està amenaçada d'extinció per la pèrdua del seu hàbitat natural.